# Zéphirin Jeantet
 (août 2012).
Zéphirin Honore  Jeantet, né le 19 août 1880 à Oyonnax et mort le 24 mai 1950 à Menton, est un homme politique socialiste et résistant français.

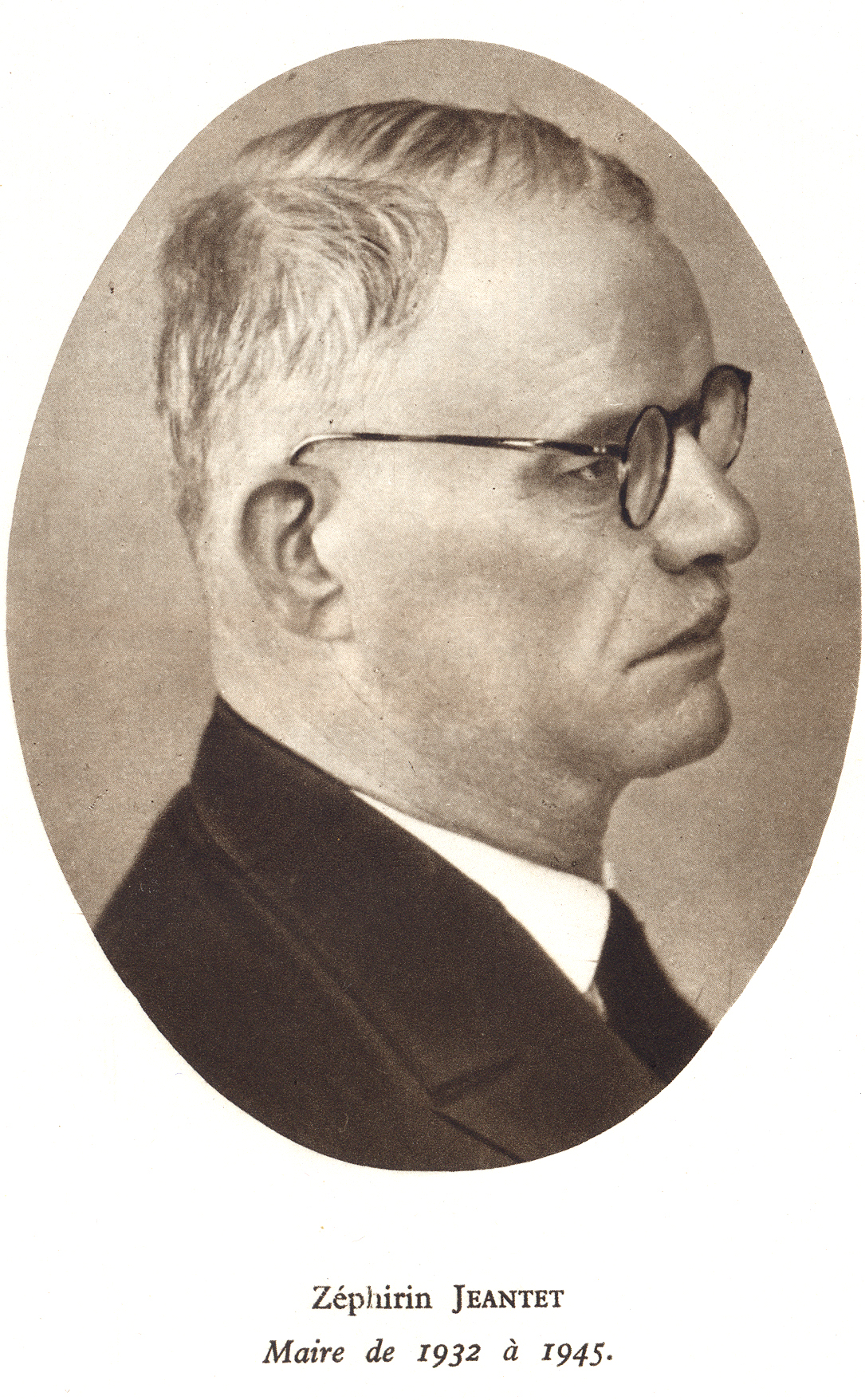

## Biographie

### Jeunes années
D'abord d'agent cantonal à Châtillon-en-Michaille, il acquiert ensuite la petite usine électrique de Coz.
Il acquiert également la source de Coz, dont naît la rivière de la Semine. Mobilisé en 1914 comme sous-officier du génie, après plus de quatre ans de campagne qui lui valurent deux blessures, plusieurs citations, et la Croix de la Légion d'honneur, il termine la guerre avec les galons de capitaine. Rendu à la vie civile, il crée une nouvelle entreprise, la scierie de Trébillet, devenue un important établissement industriel, qu'il dirigera pendant vingt-cinq ans.

### Politique
Défenseur actif d'une politique socialiste, il devient maire de Châtillon-en-Michaille. À la mort de Joseph Bertola en 1932, le parti lui propose de démissionner de la mairie de Châtillon pour se présenter à la candidature de la mairie de Bellegarde-sur-Valserine. Il accède à la mairie en 1932 et aide au développement de la ville, favorisant la création d'une vingtaine d'entreprises qui profitent directement de l'énergie du Rhône et de la Valserine grâce à la centrale électrique. 
Il sera maire de Bellegarde et conseiller général jusqu'en 1945. 

### Résistance
Toujours maire de Bellegarde, il put avec la collaboration de son secrétaire général Prandini, établir un service de fausses cartes d'identité aux déserteurs des Chantiers de Jeunesse et à ceux recherchés pour le service du travail obligatoire en Allemagne. 
Il s'occupa dès 1940 autant de la propagande, du camouflage des réfractaires, que de l'organisation des groupes armés. En février 1944, dénoncé, il réussit de justesse à échapper aux Nazis qui le traquaient grâce à un officier allemand qui l'empecha de passer en zone occupée, mais les représailles sont lourdes : ses maisons de Bellegarde et de Trébillet, ainsi que plusieurs fermes et bois sont incendiés par les Allemands. 
A 64 ans, il doit rejoindre la clandestinité. Pendant un an, il est contraint de se cacher dans des caves pour poursuivre son action de chef local de la résistance. Il apprendra alors la mort de son fils, Marcel Jeantet, entré dans la résistance en 1940 et tué dans une escarmouche avec l'ennemi en mai 1944.

### Après-guerre
Il est nommé président du comité local de libération et reprend ses fonctions de maire, en faisant la promesse de ne démissionner que lorsque tous les prisonniers seraient rentrés. C'est ainsi qu'il laissera la mairie de Bellegarde en 1945, après avoir offert à la ville la source de la Valserine. 

## Hommages
Il y a une rue Zéphirin-Jeantet à Bellegarde-sur-Valserine
Et à Oyonnax, il existe le Parc Jeantet.

## Sources
- Marcel Berthet, maire de Bellegarde (de 1977 à 1994), dans La Tribune républicaine, 13 février 1992, et 9 avril 1992, journal de Bellegarde-sur-Valserine.